# Base de recherche scientifique d'Abisko
La Base de recherche scientifique d'Abisko (ou ANS pour Abisko naturvetenskapliga station en suédois) est une station de recherche suédoise gérée par le Secrétariat suédois de recherche polaire. Elle est située sur la rive sud du Lac Torneträsk, à la frontière du Parc national d'Abisko. Des études sur les environnements subarctiques en écologie, géologie, géomorphologie et météorologie sont menées à partir de la station, avec chaque année près de 500 visiteurs à des fins scientifiques. Les conditions climatiques, géologiques et topographiques variées de la région en font l'habitat d'une flore et d'une faune variées. Ces caractéristiques ont participé à l'obtention du statut de Parc National, et en font également un lieu important pour la recherche scientifique, en particulier des écosystèmes alpins et subalpins.

## La base
La première base scientifique a été établie dans la région en 1903, cependant elle n'est affiliée à l'Académie Royale des Sciences que depuis 1935. La station détient des archives météorologiques remontant à 1913, comprenant les températures de l'air et du sol,  les précipitations et le rayonnement UV. La station de recherche a permis l'installation de nombreuses expériences écologiques de long terme portant sur les impacts du changement climatique et fait partie de l'International Tundra Experiment (en) (ITEX), une collaboration internationale visant à enquêter sur les effets des changements environnementaux sur les plantes dans les écosystèmes des régions circumpolaires. Depuis décembre 2010, la station est gérée par le Secrétariat suédois de la Recherche Polaire.
La station de recherche comprend aujourd'hui des laboratoires et des espaces de travail contenant une variété d'équipements scientifiques, ainsi que divers "avant-postes" où la recherche est effectuée in situ. Elle est utilisée pour la recherche, l'enseignement et les conférences, et de nombreux livres et articles scientifiques sont disponibles sur place.

## Recherche en cours

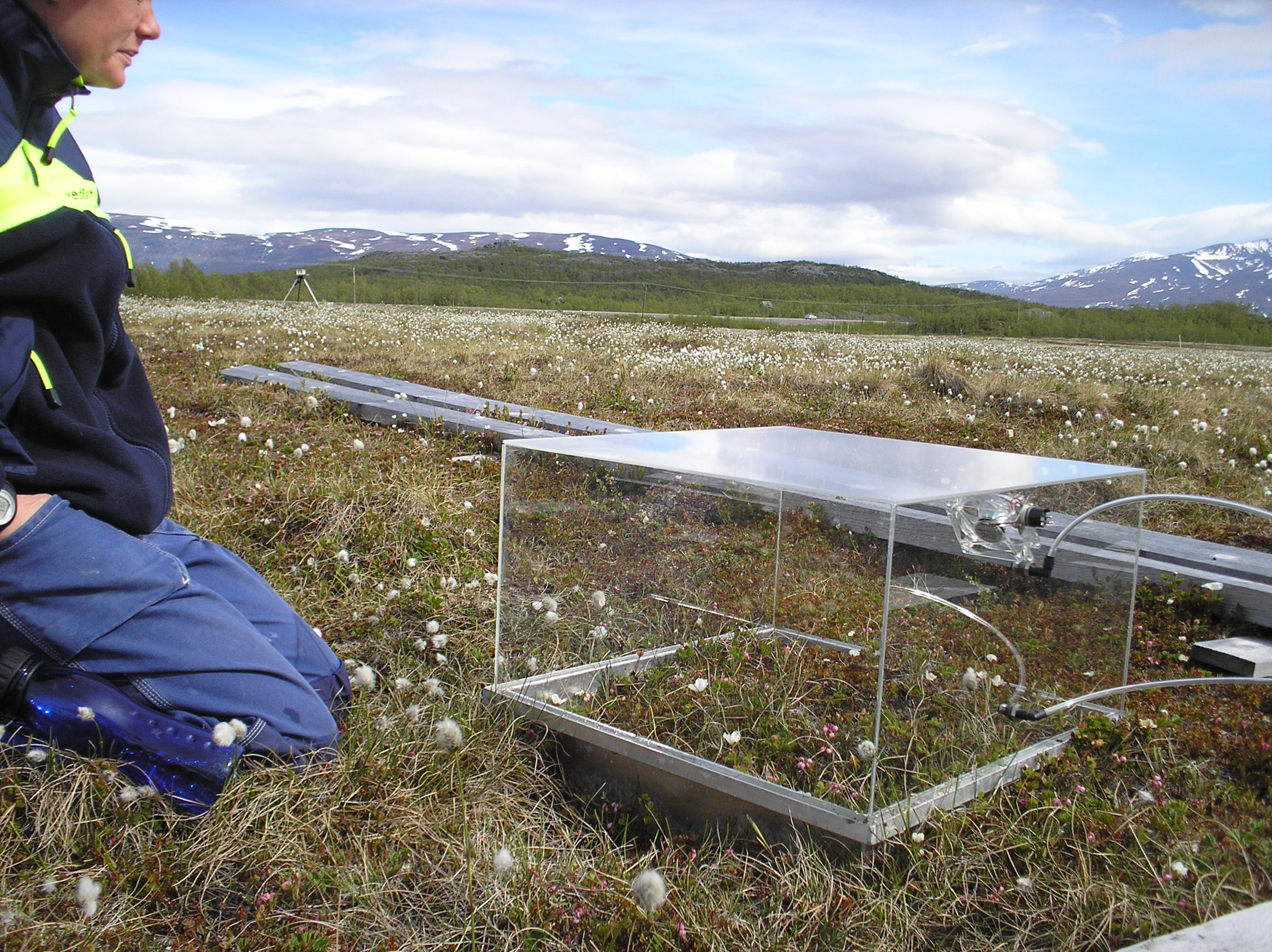
Chambres en PMMA utilisées pour mesurer les émissions de et de méthane sur la tourbière de Storflaket près d'Abisko.

Bien que de nombreux projets de recherche soient menés  concernant la géographie et la biologie en général, l'accent est mis sur la météorologie, l'écologie végétale et l'écologie du sol. Plusieurs de ces projets se chevauchent puisque nombre de travaux portent sur le changement climatique dans la région et ses impacts sur les communautés végétales. Au cours des dernières années, la recherche a porté sur la dégradation du pergélisol, l'importance du changement climatique sur la saison d'hiver et les dynamiques de la limite des arbres.